# Étang Saumâtre
Der Étang Saumâtre, auch Lac Azueï, Lago del Fondo oder Yainagua genannt, ist der größte See in der Republik Haiti und der zweitgrößte der Insel Hispaniola nach Lago Enriquillo.

## Geographie
Der Brackwassersee liegt auf etwa 15 m Höhe im Südosten Haitis innerhalb des Département Ouest. Das Ende einer kleinen Bucht (weit weniger als 1 % seiner Gesamtfläche) im Südosten des Sees bei Jimaní gehört zur Dominikanischen Republik. Der See hat eine Fläche von 140 km² und eine Tiefe von bis zu 30 m. Er ist etwa 16 km lang und in Ost-West-Richtung 10 km breit. Der See hat keinen Oberflächenabfluss. Der Wasserstand variiert über das Jahr um etwa 50 cm, jedoch kann er über längere Zeiträume noch deutlicher variieren. So nahm beispielsweise zwischen 2007 und 2011 der Pegel deutlich zu und gleichzeitig die Salinität ab. Westlich des Sees liegt die Ebene Cul de Sac, in der sich auch die Hauptstadt Port-au-Prince befindet. Die Nordseite des Sees liegt in der Gemeinde Thomazeau, jedoch der Großteil südlich davon in der Gemeinde Ganthier.

## Flora und Fauna
Die Vegetation am See ist spärlich. Zu den vorkommenden Arten zählen die Knopfmangrove und die Rohrkolbenart Typha domingensis.
Der See ist ein wichtiges Brut-, Rast- und Überwinterungsgebiet für Wasservögel und wird daher von BirdLife International als Important Bird Area gelistet. Zu den brütenden Arten zählen der Nacht-, Krabben-, Kuh-, Schmuck-, Dreifarben-, Blau-, Grün- und Silberreiher sowie der Schneesichler, der Sichler, der Bindentaucher, der Keilschwanz-Regenpfeifer, der Stelzenläufer, die Amerikanische Zwergdommel, die Teichralle und das Gelbstirn-Blatthühnchen. Eine nicht brütende vorkommende Vogelart ist unter anderem der Kubaflamingo. Ein häufiger Überwinterungsgast ist beispielsweise der Gürtelfischer sowie die Kubapfeifgans. Unter den Raubvögeln ist ganzjährig vorkommend der Fischadler, während der Wanderfalke die Region nur passiert.
Im See gibt es zudem eine Population von Spitzkrokodilen. Die Art wird von der IUCN als gefährdet eingestuft. Weitere vorkommende Reptilienarten sind die ebenfalls gefährdete Hispaniola-Schmuckschildkröte (Trachemys decorata) sowie der stark gefährdete, auf Hispaniola und vorgelagerten Inseln endemische Nashornleguan.
Zur natürlich vorkommenden Fischfauna des Sees zählen der Haitibuntbarsch (Nandopsis haitiensis) sowie verschiedene Lebendgebärende Zahnkarpfen wie die Gambusenart Gambusia dominicensis, der Schwarzbandkärpfling und Limia melanonotata. 1954 wurden 6.000 bis 50.000 junge Mosambik-Buntbarsche und 17.000 Spiegelkarpfen in den See eingeführt.